# Fiat 500 F1 Limited Edition
La edición especial limitada y numerada Fiat 500 F1 Limited Edition fue presentada el 27 de septiembre de 2008 durante las rondas de clasificación del Gran Premio de Singapur de 2008. Solo 12 unidades con carrocería europea tipo berlina fueron comercializadas en exclusiva en Singapur y todas ellas fueron reservadas previamente por clientes seleccionados. La edición celebra la primera carrera de Fórmula 1 desarrollada de noche y el inicio de la comercialización del Fiat 500 en el país.

## Características
Todas las unidades cuentan con el motor 1.4 FIRE de 100 CV asociado a una caja de cambios manual de velocidades similares al de las versiones de calle sin modificaciones. En el exterior, de color blanco y con una estética inspirada en las carreras, cuenta con varias pegatinas con la bandera a cuadros blancos y negros recubriendo el techo y recorriendo los laterales de la carrocería. Toda la serie cuenta con techo panorámico, nuevos cromados, nuevas llantas de aleación, la bandera italiana en las aletas delanteras y el logotipo específico de la edición sobre el portón trasero. En el interior el equipamiento es amplio al contar con aire acondicionado, sistema Blue&Me, volante multifunción, siete airbags y control de estabilidad. Además de la placa identificativa con el número de unidad de la serie, a cada propietario se le facilitó una credencial única del modelo.